# Gas
|  | Gas kan også være slang for at sige noget sjovt til andre: "at tage gas på nogen". Dette er en allusion til Lattergas. |
Gas er betegnelsen for den tredje fase/form/tilstand et materiale eller grundstof kan have.
Et stof betragtes almindeligvis som gas, når det ved stuetemperatur (ca. 18–21 °C.) og 1 atmosfæres tryk er på gasform.
Det er gennemsnitshastigheden af molekylerne, som bestemmer temperaturen af gassen. 
Når et stof er på gasform, er dets molekyler ikke bundet til hinanden og kan bevæge sig helt frit i forhold til hinanden. 
Hvis man vil forøge molekylernes hastighed og dermed trykket, skal man blot varme beholderen op, og derved vil de ske, at de rammer hårdere ind i væggene, som så medføre til at trykket vil stige.   
Hvis en gas varmes meget op, frigøres de mindst bundne elektroner fra atomerne og stoffet er nu på plasmaformen. Et tændt lysstofrørs gasser (og andre lysbuers) er på plasmaform.

## Modeller
For gasser er der adskillige teoretiske beskrivelser, der tager højde for forskellige effekter. Modellerne inkluderer:
- idealgas - en klassisk model hvor idealgasligningen indgår
- van der Waals-gas - en udbygning af idealgassen
- relativistisk gas - model hvor der tages højde for den specielle relativitetsteori

## Andre betydninger
Ordet "gas" bliver også anvendt som kortform for:
- Acetylen
- bygas
- Kemisk krigsgas
- Lattergas
- Narkosegasser
- naturgas (metan, propan, butan, skifergas)